# 約翰六世 (安哈特-采爾布斯特)
約翰六世（德語：Johann VI.；1621年3月24日—1667年7月4日），安哈特-采爾布斯特親王，1621年至1667年在位。

## 家庭
1649年，約翰六世與霍爾斯坦-戈托普的索菲·奧古斯塔結婚，兩人共有3子1女：
1. 卡爾·威廉（1652年—1718年），安哈特-采爾布斯特親王
2. 安東·金特（英语：Anthony Günther, Prince of Anhalt-Zerbst）（1653年—1714年）
3. 約翰·路德維希（1656年—1704年），安哈特-多恩堡親王
4. 索菲·奧古斯塔（1663年—1694年），薩克森-威瑪公爵夫人